# Ogcodes borealis
Ogcodes borealis är en tvåvingeart som beskrevs av Cole 1919. Ogcodes borealis ingår i släktet Ogcodes och familjen kulflugor. Enligt den finländska rödlistan är arten nationellt utdöd i Finland. Arten har ej påträffats i Sverige. Inga underarter finns listade i Catalogue of Life.